# 武蔵大学
武蔵大学（むさしだいがく、英語: Musashi University）は、東京都練馬区豊玉上一丁目26番1号に本部を置く日本の私立大学。1922年創立、1949年大学設置。大学の略称は武蔵（むさし）。

## 概観

### 大学全体
東武財閥の創設者初代根津嘉一郎は、1909年に渋沢栄一が率いる渡米実業団に参加したことで「社会から得た利益は社会に還元する義務がある」という信念が生まれ、その後社会の繁栄のもとになる教育事業に貢献することを決意した。
その後、1922年に設立した日本初の私立旧制高等学校である旧制武蔵高等学校が現在の武蔵大学の前身である。新制大学の設立の際、旧制高校教授会ははじめ文理学部開設を希望したが、法人の意向により、1949年に経済学部と医学部進学課程（1962年廃止）の2つの学部を持つ大学として設立。当初、学長には旧制武蔵高等学校長の宮本和吉、経済学部長には鈴木武雄が就任した。その後、1969年に人文学部を増設、1998年に人文学部社会学科が独立して社会学部が設置、2022年に国際教養学部が設置され、現在は4学部9学科2研究科を有する。
旧制高等学校を起源とする東京四大学 (武蔵大学、学習院大学、成蹊大学、成城大学)の一校で、北海道札幌市に所在する北海道武蔵女子大学・短期大学は姉妹校。

### 大学名の由来
- 「武蔵」という校名は地名の武蔵国と平和主義を意味する漢語「戢武崇文」（武をおさめ文を崇ぶ）に由来する[2]。旧制高等学校時代、かつては「蔵」は、「藏」を使い、「武藏大學」と表記していた[3]。

### 武蔵創立の関係者たち
1909年8月、米国実業界の招聘による渡米実業団に参加した実業家の根津嘉一郎 (初代)は、ロックフェラーなど合衆国の著名財界人が私財を投じて公共事業に尽力している実態に触れ、育英事業への志を深くするに至った。帰国後、根津は同じく実業家として親交のあった宮島清次郎・正田貞一郎らにこの計画を相談し、さらに本間則忠・平田東助・一木喜徳郎・岡田良平・山川健次郎・北條時敬らと共に、事業の中核として設立されるべき学校の構想について協議が重ねられ、旧制中学と旧制高校を併せ持つ旧制7年制高等学校が適当であるとの結論に至った。

### 建学の理念と目標
武蔵大学は建学の三理想および、3つの目標を定めている。
三理想という、事実上の校訓ないし校是があり、その内容は、

1. 東西文化融合のわが民族理想を遂行し得べき人物
2. 世界に雄飛するにたえる人物
3. 自ら調べ自ら考える力ある人物

である。これは、開校初年度の入学式で一木喜徳郎が述べたものについて、1929年に表現上の変更をしたものである。実質的には山本良吉の創案と思われ、彼が1920年から1年間行った欧米視察旅行の反省を踏まえたものであった。山本は1937年の創立15周年座談会で三理想の第1項、第2項について次のように述べている。
また、第3項は「従来の暗記中心の『注入主義』的な教育に対し、『自分の頭で考える』ことをすすめるもの」であり、「教授とは人生に必要な一切の知識を与えることではなく、『よく自ら考へ、自ら判断し、最も適当の方法を取って行く』ための力を養うことが肝要」との山本の考えを表しているという。
3つの目標
1. [自立] 自ら調べ自ら考える
2. [対話] 心を開いて対話する
3. [実践] 世界に思いをめぐらし、身近な場所で実践する

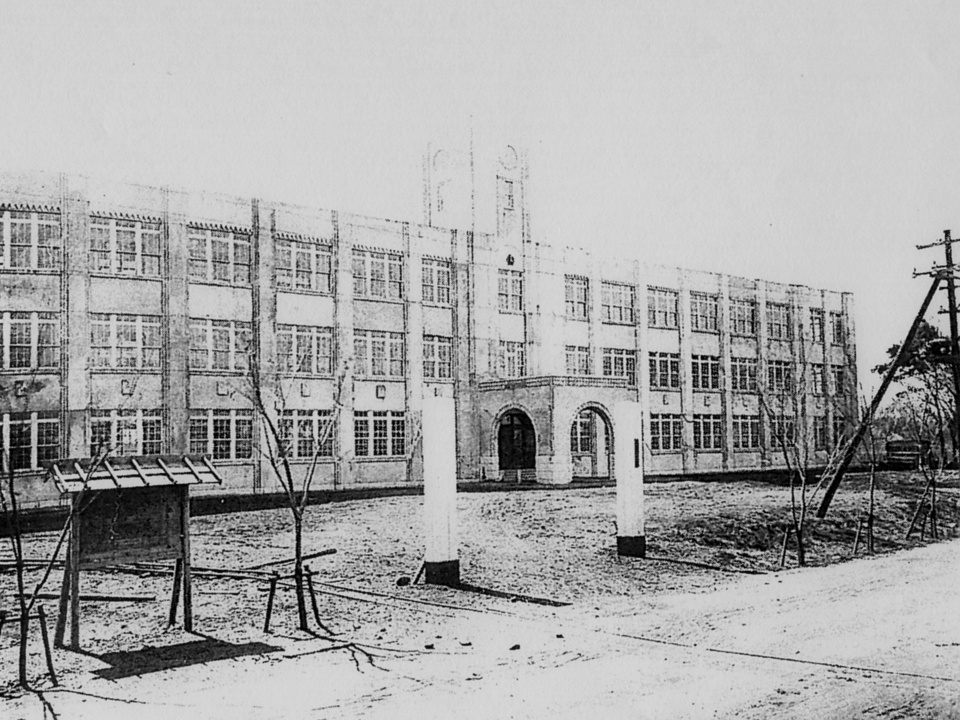
旧本館（1923年）

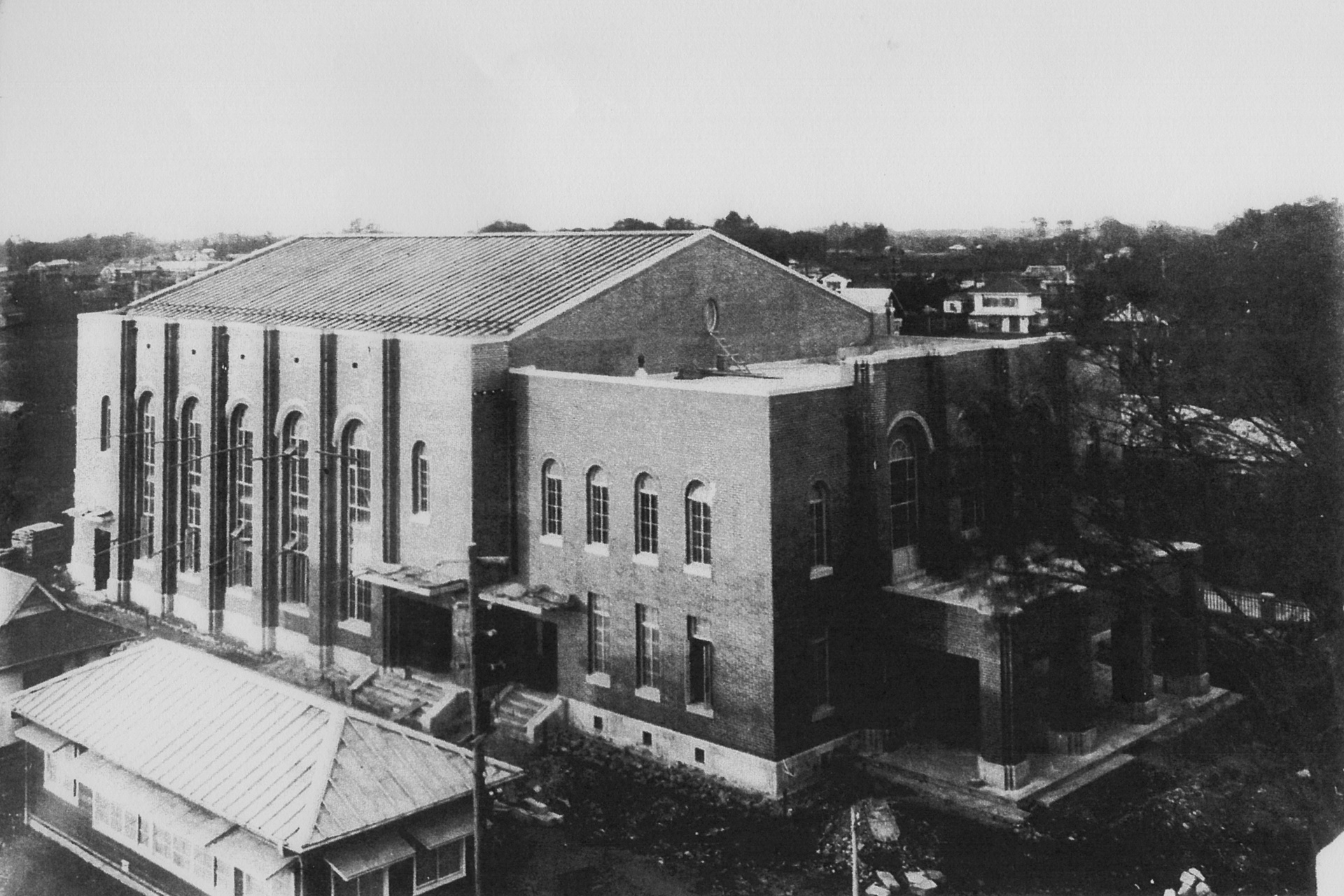
大講堂（1928年）

### 就職状況
2018年の東洋経済オンラインの記事による｢就職力｣の強い大学トップ100ランキング（約2000の進学校の進路指導教員が評価）において武蔵大学は2018年現在存在する約770大学中、28位となっている。

### 大学ランキング
- 面倒見が良い大学

全国私立大学2位（首都圏１位）※14年連続首都圏１位
- 小規模だが評価できる大学

全国私立大学1位（首都圏１位）※7年連続首都圏１位
- 入学後、生徒を伸ばしてくれる大学

全国私立大学3位（首都圏4位）
- 教育力が高い大学

全国私立大学5位（首都圏8位）
- 就職に力を入れている大学

全国私立大学20位（首都圏15位）
※『サンデー毎日』2023.9.17号「全国645進学校アンケート『オススメ大学』ランキング」（大学通信調べ

## 沿革
（沿革節の主要な出典は公式サイト）

### 略歴

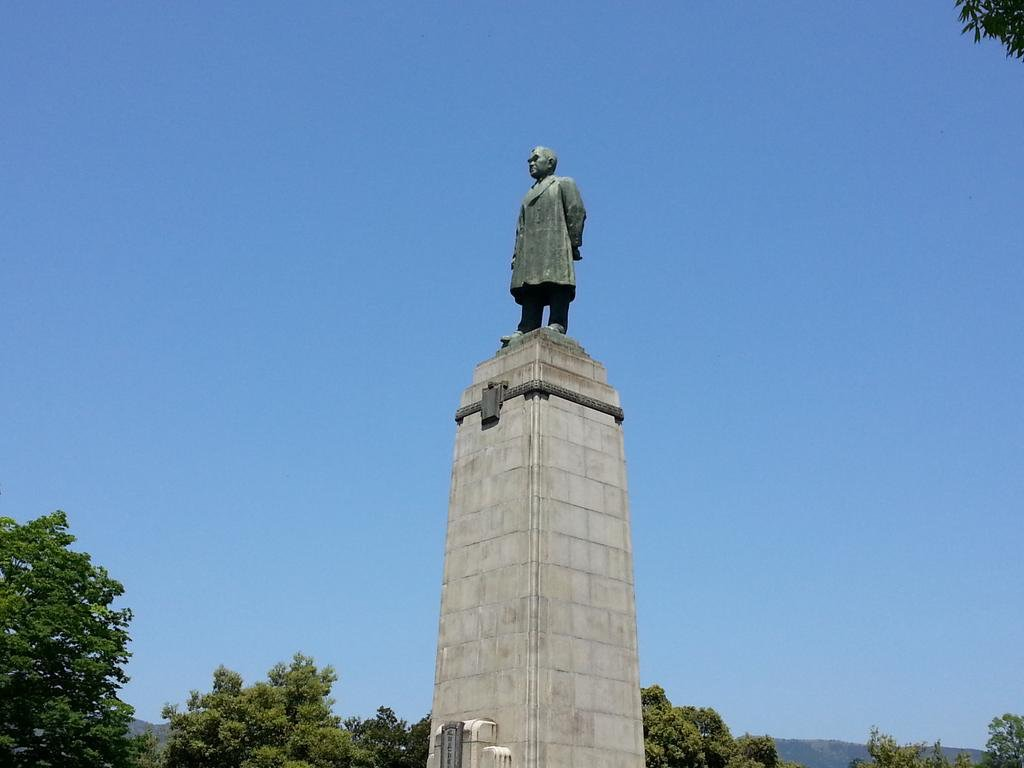
初代根津嘉一郎翁像
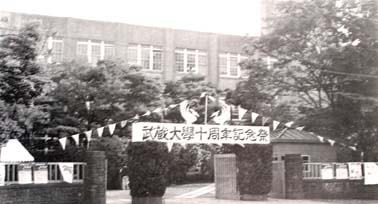
大学初期の正門、武蔵大学十周年記念祭にて撮影

| 年月       | 年表 |
| ---------- | --- |
| 1922年4月  | 武蔵大学の前身となる、日本初の旧制七年制高等学校である旧制武蔵高等学校開校。 |
| 1949年4月  | 学制改革により新制武蔵大学（経済学部経済学科）開設。 |
| 1950年11月 | 四大学（武蔵大学、学習院大学、成蹊大学、成城大学）対抗運動競技大会始まる。 |
| 1954年6月  | 高校・中学との共催から大学独自の文化祭へ移行し、大学祭始まる。大学賛歌なる。 |
| 1957年4月  | 教職課程設置。 |
| 1959年4月  | 経済学部に経営学科を増設。 |
| 1963年10月 | 大学祭を「白雉祭」と命名。 |
| 1965年6月  | 第1回学内運動競技大会開催。 |
| 1969年4月  | 人文学部（欧米文化学科、日本文化学科、社会学科）を増設。大学院（経済学研究科）を設置。 |
| 1972年4月  | 大学院経済学研究科に経済学専攻博士課程を設置。 |
| 1973年4月  | 大学院に人文科学研究科を増設。 |
| 1980年4月  | 学芸員課程開設。 |
| 1983年4月  | 武蔵学園創立60周年記念事業「濯川蘇生計画」開始。 |
| 1992年4月  | 経済学部に金融学科を増設。 |
| 1995年4月  | 大学院人文科学研究科に社会学専攻修士課程増設。 |
| 1997年4月  | 大学院人文科学研究科修士課程英語英米文学専攻、ドイツ語ドイツ文学専攻、フランス語フランス文学専攻を欧米文化専攻に、日本語日本文学専攻を日本文化専攻に改組し、それぞれ欧米文化専攻博士課程、日本文化専攻博士課程を増設。同時に社会学専攻博士課程を増設。 |
| 1998年4月  | 人文学部社会学科を改組し、社会学部（社会学科）を増設。人文学部に比較文化学科を増設。大学50周年を記念し大学のシンボルである白雉と小枝をモチーフにロゴマーク制作。                                                                                       |
| 1999年4月  | 大学院経済学研究科に経営・ファイナンス専攻（博士後期課程）を増設。 |
| 2004年4月  | 社会学部にメディア社会学科を増設。 |
| 2005年4月  | 人文学部欧米文化学科、日本文化学科、比較文化学科を英米比較文化学科、ヨーロッパ比較文化学科、日本・東アジア比較文化学科に改組。 |
| 2006年4月  | 大学院経済学研究科（博士前期課程）経済学専攻、経営・ファイナンス専攻を経済・経営・ファイナンス専攻に改組。 |
| 2008年4月  | 大学院経済学研究科（博士後期課程）経済学専攻、経営・ファイナンス専攻を経済・経営・ファイナンス専攻に改組。 |
| 2009年4月  | テンプル大学ジャパンキャンパスと提携。 |
| 2010年6月  | 朝霞グラウンドを人工芝化。 |
| 2011年4月  | 人文学部英米比較文化学科、ヨーロッパ比較文化学科、日本・東アジア比較文化学科を英語英米文化学科、ヨーロッパ文化学科、日本・東アジア文化学科に改組。 |
| 2015年4月  | 「ロンドン大学と武蔵大学とのパラレル・ディグリー・プログラム」開始。 |
| 2022年4月  | 学校法人根津育英会武蔵学園創立100周年。国際教養学部を設置。 |

## 歴代校長・学長・学園長
括弧内は在任した年を示す
前身の旧制武蔵高等学校歴代校長
- 一木喜徳郎 - （1922 - 1925） 文部大臣、内務大臣、宮内大臣、枢密院議長などを歴任
- 山川健次郎 - （1926 - 1930） 物理学者、元東京帝国大学総長
- 3代：山本良吉（1935 - 1942）倫理学者、京都帝国大学学生監、第三高等学校教授（倫理学）を兼任、学習院教授・寮長などを歴任
  - 在任中死去。
  - 1942：山川黙が事務取扱。
- 4代：山川黙（1942 - 1946）日本山岳会創始者、京北中学校（現・東洋大学京北中学高等学校）教諭、慶應義塾大学予科教授などを歴任
- 5代：宮本和吉（1946 - 1950） 京城帝国大学教授、同大学法文学部長を歴任

新制武蔵大学歴代学長
- 宮本和吉 - （1949 - 1956）
- 吉野信次 - （1956 - 1965） 商工官僚、貴族院議員、参議院議員、商工大臣、運輸大臣、愛知県知事などを歴任
- 鈴木武雄 - （1975） 京城帝国大学教授、戦後は明治大学、東京帝国大学で講師を経て、新制武蔵高等学校講師。武蔵大学教授・武蔵大学経済学部⻑。東京大学教授。武蔵大学講師を歴任
- 岡茂男 - （1975 - 1984 ※うち1976までは学長代行） 九州大学助手、武蔵大学専任講師。武蔵大学教授を歴任
- 浅羽二郎 - （1984 - 1988） 同志社大学講師。同志社大学助教授。武蔵大学助教授。19武蔵大学教授。武蔵大学経済学部⻑を歴任
- 小原広忠 - （1988 - 1992） 白百合女子大学助教授。武蔵大学助教授。武蔵大学教授。武蔵大学人文学部⻑を歴任
- 桜井毅 - （1992 - 2000） 武蔵大学助手、武蔵大学専任講師。武蔵大学助教授。武蔵大学教授。武蔵大学経済学部⻑を歴任
- 横倉尚 - （2000 - 2006） 武蔵大学専任講師。武蔵大学助教授。武蔵大学教授。武蔵大学経済学部⻑を歴任
- 平林和幸 - （1992 - 2000） 武蔵大学専任講師。武蔵大学助教授。武蔵大学教授。武蔵大学人文学部⻑を歴任
- 清水敦 - （2010 - 2014） 信州大学講師、武蔵大学助教授。武蔵大学経済学部教授。武蔵大学経済学部⻑を歴任
- 山㟢哲哉 - （2014 - 2021） 武蔵大学専任講師。武蔵大学助教授。武蔵大学教授。武蔵大学社会学部⻑を歴任
- 高橋徳行 - （2021 - 現在） 国民生活金融公庫（現 日本政策金融公庫）総合研究所主席研究員。武蔵大学経済学部経営学科教授を歴任

武蔵学園歴代学園長
- 吉野信次 - （1956 - 1964） 商工官僚、貴族院議員、参議院議員、商工大臣、運輸大臣、愛知県知事などを歴任
- 正田建次郎 - （1965 - 1976） 数学者、元大阪大学総長
- 太田博太郎 - （1977 - 1989） 工学者、東京大学教授、九州芸術工科大学学長を歴任
- 植村泰忠 - （1990 - 1999） 物理学者、東京大学教授、東京理科大学教授を歴任
- 田中郁三 - （1999 - 2005） 化学者、元東京工業大学学長
- 有馬朗人 - （2005 - 2020） 物理学者、東京大学総長、文部大臣、参議院議員を歴任
- 池田康夫 - （2021 - 現在） 慶應義塾大学教授・同大学医学部長を経て、同大学名誉教授を歴任

## 基礎データ

### 所在地
- 江古田キャンパス（東京都練馬区豊玉上1-26-1）
- 朝霞グラウンド・朝霞プラザ（埼玉県朝霞市幸町3-15-3）

### 象徴
- スクールカラーは緑、校章は白雉（しらきじ）と小枝をモチーフにしてデザインされている。
- 武蔵のシンボル白雉は続日本紀神護景雲2年「武藏国献白雉」の故事に因む。
- 3号館中庭に存在する樹齢200年の大欅は幹周り4mに達する巨木で、開校以来学園の象徴になっている。校歌「武蔵賛歌」（1927年製作）では「庭面にそそる大欅 千代の髪振り、かたりけり」と謳われている。1994年には「ねりまの名木」100選に選定された[12]。
- 武蔵の公式キャラクターとして「シラキジくん」がいる。Xや、Instagramや、LINEにて、学内の大学生に向けての情報や学外に向けて日々情報を発信している[13]。

#### 校歌・讃歌
- 「武蔵大学讃歌」
  - 作詞 斉藤忠三
  - 作曲 柴田丈夫・守住佐一郎
  - 武蔵大学には校歌が存在しないが、校歌に相当するのが武蔵大学讃歌である[14]。

この讃歌は雑誌「武蔵評論」に寄稿された同級生の作「祥瑞の白雉」に刺激された齋藤忠三が作詞。その後作曲の守住左一郎の眼にとまったのが縁で、美しい五線譜が組みこまれた。大学2回卒業生の謝恩会で発表、愛唱歌となった。

### 在学者数
4000名強（学部・学科、経済学研究科・人文科学研究科合計）

## 教育および研究

### 組織

#### 学部
経済学部
- 経済学科
- 経営学科
- 金融学科

人文学部
- 英語英米文化学科
- ヨーロッパ文化学科
- 日本・東アジア文化学科

社会学部
- 社会学科
- メディア社会学科

国際教養学部
- 国際教養学科
  - 経済経営学専攻
グローバルスタディーズ専攻

#### 研究科
経済学研究科
- 経済学研究科（博士前期課程・博士後期課程）

人文科学研究科
- 人文科学研究科（博士前期課程・博士後期課程）[15]
  - 欧米文化専攻
  - 日本文化専攻
  - 社会学専攻

#### 附置機関
- 武蔵大学図書館
- 武蔵大学総合研究所
- グローバル教育センター
- 情報・メディア教育センター
- 基礎教育センター
- 学生生活課
- キャリア支援センター
- 教職課程
- 学芸員課程

### 教育
- 文部科学省質の高い大学教育推進プログラム[16]（教育GP）採択事業
  - 平成21年度 - 学部横断「横のつながり」育成プロジェクト
- 2013年、日本銀行主催の第9回日銀グランプリ（金融分野の大学生論文コンテスト）の決勝大会[17] に進出した5チーム（武蔵大学、東京理科大学、東京経済大学、立教大学、福島大学）の中で武蔵大学経済学部金融学科チームが「被災企業訪問から考える、被災企業救済の新たなスキームの提案～災害に強い国づくりファンド～」で最優秀賞を受賞。当日のプレゼンテーションを再現した動画を本学YouTube公式チャンネルにて公開している[18]。

## 学生生活

### 部活動・サークル
- 硬式野球部は、首都大学リーグ（首都大学野球連盟）発足時のメンバーであり、2022年春の首都大学1部リーグにおいては最終節まで優勝争いをしている[19]。2025年春季現在、首都大学1部リーグに所属している[20]。
- 軟式野球部は、首都大学軟式野球連盟に加盟しており、全日本大学軟式野球選手権大会へ4回出場している（直近は2017年出場）[21]。2025年春季には、8年振りの全国大会出場（全日本大学軟式野球選抜大会としては初出場）を決めている[22]。
- 男子ラクロス部は、2014年度関東学生リーグで1部昇格を果たした。2013年度で3部から2部に昇格したため、2年連続の昇格を果たした。ちなみに1部所属は14年ぶりである。
- ラグビー部は、関東大学ラグビー対抗戦グループBグループに所属している。
- アメリカンフットボール部は、関東学生リーグ2部Aグループに所属している。
- 水泳部は、日本水泳連盟関東学生支部が主催する関東学生選手権水泳競技大会に出場している。2010年度辰巳杯では、女子50m背泳ぎにて優勝を果たした。
- コピーダンスサークルのLolliPopは、女子大生アイドルの甲子園「UNIDOL」において、第1回優勝、第2回3位、第4回サンリオピューロランド賞、第5回出場、2015卒業コンサート出場、第6回決勝進出(2日目4位通過)を果たしている。
- モダンジャズ研究会は、週に1回のセッションをするほか、例年は年3回の演奏会や学園祭でのジャズ喫茶、夏合宿などを行っている。セッションや演奏会は自由参加で、バンドごとに練習をしている[23]。
- 漫画研究会は、漫画だけでなく、アニメやゲームなどお互いに好きなものを認め合い、理解を深めることをモットーに、定期的な活動以外に部誌の作成や学園祭への参加、夏・冬のコミックマーケットへの出展を行っている[24]。
- 学生が主体となり大学の広報をウェブ記事を通して行うMusashi Web Magazine「きじキジ」が存在する[25]。

その他、サッカー部・ホッケー部・女子ラクロス部・バレーボール部・バスケットボール部・ゴルフ部・剣道部・硬式庭球部・弓道部・ハンドボール部・バドミントン部・應援団・チアリーダー部・空手部・放送会・合唱団・室内楽団・管弦楽団・アカペラ・英語会E.S.S.部・軽音楽研究会・旅同好会・鉄道研究会・美術部・フォークソング研究会・舞踏研究部・文芸部・文化研究会など体育会、文化会を問わず、活発な部活動や研究会が行われている。また、部活動や研究会だけでなく、サークル活動（同好会）についても、テニス・ダンス・オールラウンド・軟式野球・サッカー・フットサル・バレーボール・バスケットボール・ウインドサーフィン・軽音楽・音楽・国際問題研究・投資研究・ＳＦ研究・昭和レトロ・詩歌・お笑いなど多くの団体がある。なお、文化団体連合会や体育連合会、サークルなどの部屋が江古田キャンパス10号館と朝霞キャンパス部室棟に設置されている。

### 学園祭
学園祭は「白雉祭」（しらきじさい）と呼ばれ、例年11月に江古田キャンパスにて開催される。白雉祭は、学生が自主的に行っている学園祭で、参加する学生それぞれが様々な企画を立て、構内の様々な場所でイベントを行っている。

### スポーツ
毎年5月頃に武蔵大学の学生による学内運動競技大会、10月頃に東京四大学の学生による四大学運動競技大会が開催される。

## 大学関係者と組織

### 大学関係者組織
武蔵大学同窓会は1966年に会則を制定し、2023年3月時点の卒業生71回生を含めると、53,439名の会員数となった。「武蔵会」、「白雉会」の略称を使用している。

## 施設

### 江古田キャンパス
- 使用学部: 経済学部、人文学部、社会学部、国際教養学部
- 使用研究科: 経済学研究科、人文学研究科
- 交通アクセス
  - 西武池袋線江古田駅より徒歩6分、桜台駅より徒歩8分。
  - 都営地下鉄大江戸線新江古田駅より徒歩7分。
  - 西武有楽町線新桜台駅より徒歩5分。
  - 関東バス中12・中28・中41江古田駅下車徒歩5分。
  - 関東バス・国際興業バス赤31、都営バス王78豊玉北下車徒歩5分。
  - 都営バス白61武蔵大学前下車徒歩0分。

#### 施設
キャンパスには1号館から11号館までがある。

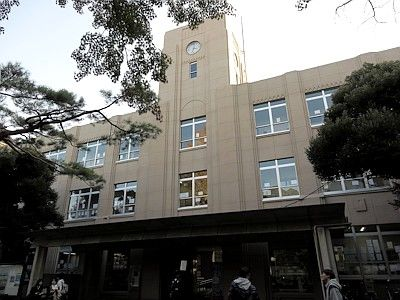
3号館(旧本館)

- 1号館は2012年秋に完成し、英語をはじめとした外国語や異文化を学ぶためのスペースMusashi Communication Village、通称「MCV」があり[30]、地下のシアター教室は最先端の音響・映像機器を完備している。壁面にガラスが多用され、全体的に開放感を感じさせるデザインとなっている。生協購買は11号館に移動した。1号館の2階が2号館のテラスと接続しており、さらにその2号館から3号館、6号館、7号館、8号館、大学図書館本館へと地上に降りずに各施設への連絡が可能。2022年4月1日、1階にアドミッションセンターが設置された[31]。
- 2号館は2024年現在建て替え中で、学生食堂、ラウンジ、教室等を備えた地上5階の建物として2025年夏の完成を予定している。
- 3号館は古く1923年建築で都内でも珍しい関東大震災、空襲、東日本大震災を経験した建物で、練馬区内に残る鉄筋コンクリート造の近代建築として最も古い建物である。デザイン的にはアール・デコと呼ばれるもので、外壁の柱の凹凸や上部のジグザグ模様が特徴である。
- 6号館前には「はなみずき広場」という円形広場がある。
- 7号館の地下には温水プールが完備されている。
- 8号館は学園創立80周年、大学創立50周年記念事業で、2002年竣工した。高度情報化時代にふさわしい情報ネットワークを完備しており、地下1階には洋書プラザ（第二図書館）、8階建てであるが、途中の3階には大学の憩いの場でもある「空中庭園」がある。
- 9号館には情報・メディア教育センターがあり、ICT環境の整備とともに、ICTを道具として使いこなすための情報教育を支援している。
- 10号館には体育会系、文化系、それぞれの活動を支える部室や、板敷と畳敷の二面を備え、主に剣道、柔道、空手道、合気道、少林寺拳法の各部が利用する武道場や、ダンス練習用バーと大型ミラーを備えたホールなどが設置されている。
- 11号館には1号館から移転してきた購買、グループスタディーズルームなどがある。東門からは入ってすぐの所にあるが、正門からだと一番奥まった所にある。
- 他に3号館に隣接している大学図書館本館、5号館の横にそびえる教授研究棟、9号館内に居を構える根津科学研究所、10号館の裏に存在する大学体育館、大隈講堂や日比谷公会堂を手掛けた佐藤功一による設計で入学式や卒業式や学生大会や白雉祭など、幅広い用途で使われる大講堂などがある。大講堂と3号館は練馬区登録文化財に登録され、これら2棟の建築物に根津科学研究所加えた3棟はBELCA賞を受賞した[32]。
- 大講堂内に本学のシンボルともいえる武蔵学園記念室が存在しており、武蔵学園に関わる資料を収集整理・保存し、広く学内外に公開展示していくとともに、将来に予定される学園正史刊行への準備・研究等の中心的役割を果している。
- 武蔵大学総合研究所という研究所の事務室が8号館4階にあり、根津化学研究所の中に第一研究室、第二研究室がある。この研究所では既存の学部・学科組織や学問領域を越え、また地域社会・企業などと連携した研究活動を行っている。現在行っている主な活動は1. 研究および出版支援、2. 学際的、総合的な研究開発、3. 地域・市民との協同研究である。
- 以前は学生会館があった。10号館が建設されたため2007年に取り壊された。跡地は「しらきじ広場」という小さなグラウンドになっている。
- 練馬区のアメダス観測所がキャンパス敷地内に設置されていたが、2012年に石神井松の風文化公園（日本銀行石神井運動場跡地）に移転された。周辺に高層の建物が建った影響で風通しが悪くなり正確な観測が難しくなったことが移転の理由とされる。

### ロケーション撮影地として
キャンパスは歴史ある建物をはじめ、緑あふれる外観を中心に構内各所での撮影依頼が寄せられ、近年も映画やテレビのロケ地としても数多く使われている。
- 2007年 TBSテレビ『華麗なる一族』

- 2007年 日本テレビ『受験の神様』

- 2008年 TBSテレビ『ROOKIES』

- 2008年 映画 『イエスタデイズ』

- 2010年 映画『相棒-劇場版II-』

- 2011年 NHK BSプレミアム『世界が私を待っている 前衛芸術家草間彌生の疾走』

- 2011年 TBSテレビ『桜蘭高校ホスト部』

- 2013〜14年 NHK BSプレミアム、NHK総合『ハードナッツ! 〜数学girlの恋する事件簿〜』

- 2014年 映画『海月姫（くらげひめ）』

- 2015年 映画『ストレイヤーズ・クロニクル』

- 2017年 映画『TOKYO DECIBELS』

- 2017年 映画『愚行録』

- 2017年 映画『帝一の國』

### 朝霞グラウンド・朝霞プラザ
- 交通アクセス

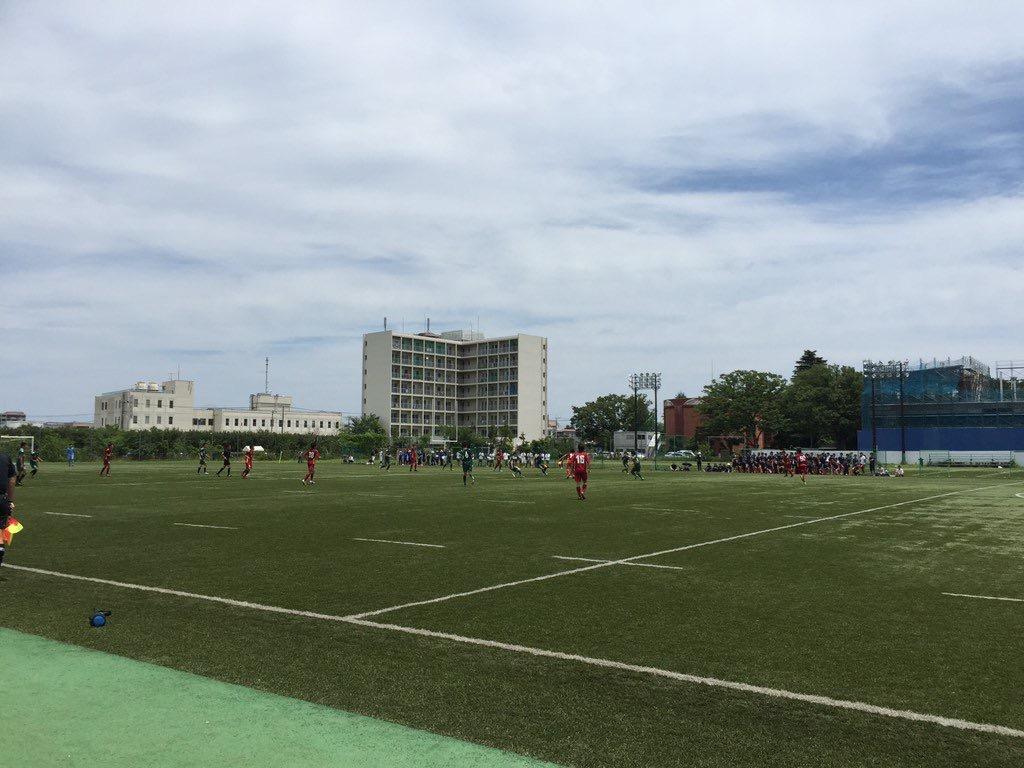
朝霞グラウンド・朝霞プラザ

  - 江古田キャンパスより運行される大学専用バスで約30分。
  - 西武池袋線大泉学園駅下車し、北口駅前より西武バス朝霞駅行「朝霞警察署前」下車徒歩3分。
  - 東武東上線、東京メトロ有楽町線朝霞駅下車し、西武バス大泉学園駅行「朝霞警察署前」下車徒歩3分。

朝霞グラウンドの面積は約67,000m2、東京ドーム約1.4個分に相当する広大な敷地に、野球・サッカー・ラグビーなどの各種グラウンド、またテニスコート、弓道場、アーチェリー場などが整備されている。朝霞プラザには新入生から2年次生までの2年間在寮できる学生寮やゼミ・演習に利用できるセミナー室、食堂を完備している。その他、40名まで宿泊可能な宿泊室のほか、講義などにも対応できる多目的ホールを完備した朝霞合宿所などが所在している。

### 学外施設
クラブ活動の合宿やゼミ・演習の合宿に利用できる学外施設として、以下の施設がある。また、赤城青山寮は在学生と教職員以外にも在学生の家族や卒業生とその家族の利用も可能。
- 群馬県前橋市にある赤城青山寮（開寮期間7月27日〜10月31日）
- 新潟県の越後駒ヶ岳をのぞむ山間にある武蔵山荘「星の小舎」
- 長野県上田市にある武蔵山荘

## 対外関係

### 地域連携
- 練馬区武蔵大学特別履修生制度
練馬区民の要望により、武蔵大学と練馬区が協力し、高度で専門的かつ体系的な学習機会を提供する制度で、履修生は、正規の授業を一般の学生と一緒に受講するほか、大学図書館、情報・メディア教育センター、福利厚生施設等の教育施設を利用することができる[35]。
- 江古田みつばちプロジェクト
3号館屋上のミツバチ園にて、ミツバチの飼育と採蜜を行い、花いっぱい運動など、ミツバチの活動しやすい地域づくりと、まち環境の向上、ハチミツによるブランド品づくりと、まち・商店街の活性化を図り、ミツバチの活動を含む環境教育の推進し、子どもから大学生、一般市民まで含む交流の促進とコミュニティーの回復を目的とする[36]。

### 大学間交流
- 関係校
旧制武蔵高等学校が旧制7年制高等学校相当の教育機関であったことから類似した旧制七年制高等学校の流れを汲む下記大学とは現在でも関係が深く、特に在京の4大学（武蔵、学習院、成蹊、成城）で東京四大学というグループを形成している。
  - 学習院大学
  - 成蹊大学
  - 成城大学
- リベラルアーツ5学園
旧制高等学校をルーツに持つ武蔵・学習院・成蹊・成城・甲南の5大学からなる「リベラルアーツ5学園」は、毎年「リベラルアーツ5学園進学相談会in大学フェア」を毎年合同で開催している。当日は、各大学の職員や現役大学生が応じる「大学個別相談ブース」や、受験勉強法や大学での学びなどについて現役大学生に気軽に相談できる「在学生相談コーナー」のほか、「総合学習相談コーナー」「進路カウンセリングコーナー」「資料配布コーナー」などを設置する[37]。
  - 学習院大学
  - 成蹊大学
  - 成城大学
  - 甲南大学
- 単位互換制度
  - 甲南大学
- 単位互換プログラム
  - テンプル大学ジャパンキャンパス (TUJ)
- 江古田カレッジトライアングル
  - 日本大学芸術学部、武蔵野音楽大学
練馬区江古田駅周辺の3大学（武蔵・日藝・武蔵野音大）と練馬区が協力し、「江古田カレッジトライアングル」として各大学学園祭時に様々な合同企画を行っている[38]。

### 大学院間交流
- 経済学研究科
  - 学習院大学、成蹊大学、成城大学、上智大学
- 人文科学研究科
  - 3大学大学院間の単位互換制度
成城大学、成蹊大学
  - 8大学院フランス語フランス文学専攻課程の単位互換制度
青山学院大学、学習院大学、白百合女子大学、上智大学、獨協大学、明治学院大学、明治大学
  - 社会学分野の単位互換制度
茨城大学、大妻女子大学、駒澤大学、埼玉大学、上智大学、成蹊大学、専修大学、創価大学、大正大学、千葉大学、中央大学、都留文科大学、東洋大学、常磐大学、日本大学、日本女子大学、法政大学、明治学院大学、明治大学、立教大学、立正大学、流通経済大学

### 姉妹校
- 北海道武蔵女子短期大学
武蔵大学の同窓有志と北海道の地元有力者により、1967年に開学された。

### 系列校
- 武蔵中学校・高等学校
1948年に開校した新制武蔵高等学校、1949年に開学した武蔵中学校とはキャンパスを一部共有し、同一学校法人により経営されている。学校側は中学・高校・大学を総称して「武蔵学園」と呼称し、学園長を設けており、高校に同大進学希望者を対象にした推薦枠が存在しているが、大学と高校は附属校の関係にはない。

### 海外協定校
武蔵大学は2024年現在イギリス、アメリカ、カナダ、オーストラリア、フランス、ドイツ、オランダ、韓国、中国、台湾、香港、シンガポール、ベトナム、フィリピンと協定を結んでいる。
| 国             | 大学                                         |
| -------------- | -------------------------------------------- |
| イギリス       | ケント大学                                   |
| イギリス       | ウィンチェスター大学                         |
| イギリス       | ウースター大学                               |
| イギリス       | ロンドン・スクール・オブ・エコノミクス       |
| アメリカ合衆国 | アデルファイ大学                             |
| アメリカ合衆国 | ハワイ・パシフィック大学                     |
| アメリカ合衆国 | ノーザン・ケンタッキー大学                   |
| アメリカ合衆国 | オハイオ大学                                 |
| アメリカ合衆国 | ペース大学                                   |
| アメリカ合衆国 | テンプル大学                                 |
| アメリカ合衆国 | セント・メアリーズ大学                       |
| カナダ         | ブリティッシュコロンビア大学                 |
| カナダ         | メディシン・ハット大学                       |
| カナダ         | オカナガン大学                               |
| オーストラリア | ディーキン大学                               |
| オーストラリア | サザンクロス大学                             |
| フランス       | トゥレーヌ学院                               |
| フランス       | リヨン第三大学                               |
| フランス       | パリ大学                                     |
| ドイツ         | マルティン・ルター大学ハレ・ヴィッテンベルク |
| ドイツ         | パッサウ大学                                 |
| ドイツ         | CDC（カール・デュイスベルク・ツェントレン）  |
| オランダ       | フォンティス応用化学大学                     |
| オランダ       | ウィンデスハイム応用科学大学                 |
| 韓国           | 高麗大学                                     |
| 韓国           | 延世大学                                     |
| 中国           | 南開大学                                     |
| 中国           | 西安外国語大学                               |
| 中国           | 首都経済貿易大学                             |
| 台湾           | 国立政治大学                                 |
| 香港           | 香港教育大学                                 |
| シンガポール   | Singapore Institute of Management            |
| ベトナム       | ホーチミン市経済大学                         |
| フィリピン     | SMEAG                                        |

### 教育・学術連携校
- アメリカ合衆国  日本
  - テンプル大学ジャパンキャンパス (TUJ)

### 高大連携協定
- 玉川聖学院高等部
  - 本学の授業・講座・行事・企画等への受け入れ
  - 本学教員による高等部での出張講義・行事参加
  - 教育等に関する情報交換及び交流

等、各種の企画を通じて本学人文学部グローバル・スタディーズコース (GSC) が中心となり、交流を進めていくものである。

### 産官学連携
- 武蔵コミュニティビジネス研究会[40]
  - コミュニティビジネスの研究だけではなく、練馬区内のコミュニテイビジネスを活性化させるための活動の２本柱で活動している研究会である。平成15年度より武蔵大学総合研究所に標記研究会が発足した。コミュニティビジネスと聞かれて、その活動分野について、従来の商店街をイメージされる方、介護ビジネスを思い浮かべる方、そして学習塾やクリーニング店を考える方など様々と思うが、また事業組織形態についても、法人形態、個人事業形態、そしてNPOなど、これも多様なものが含まれる。研究も、利用者の視点に立ったもの、企業経営からの視点、そして行政サイドからの視点などが考えられる。さらに、当研究会の名前に縛られることなく、広くビジネスとコミュニティとの関係を研究する可能性もある。当研究会は、事前に研究対象や方法を定めるものではない。ただし、地域社会に対してビジネスの果たす役割の重要性を共通認識として、コミュニティビジネスへの理解を深め、武蔵大学が立地する練馬区をはじめとする地域社会の発展に貢献できることを目標に活動を進めていく。

- 地域創生にかかる産学連携[41]
  - 2018年３月に武蔵大学は、日本政策金融公庫池袋支店と「地域創生にかかる産学連携の協力推進に関する協定」を締結した。この連携協力により、本学学生のキャリアの選択肢を広げるとともに、地域の産学連携を推進し、地域社会の発展に貢献することを目指している。
    - 連携協力の内容
    - 武蔵大学の地域創生にかかる研究成果等を活かした中小企業等に関する情報提供
      - 調査研究活動成果の提供：武蔵大学が地域創生にかかる調査研究を行った成果を、公庫取引先の経営に資する情報として提供する。
      - 全国の地方創生事例にかかる情報提供：日本政策金融公庫の全国152の支店網や総合研究所の調査活動等を通じて収集された全国の地方創生にかかる様々な取り組みや支援事例を提供する。

    - 地域創生に取り組む自治体や経済団体にかかる情報提供と橋渡し支援
      - 地域創生フォーラムなどの講座やシンポジウムの開催：地域の自治体や経済団体と連携した各種セミナーやシンポジウムを合同で開催する。
      - 各種研究会の合同での実施：ビジネス研究会など地域創生等に関する研究会を合同で実施する。

    - 地域ビジネスを担う人材育成支援
      - インターンシップ：学生自らの学習内容や将来の進路などに関連した就業体験のため、日本政策金融公庫が職場見学等を実施する。また、受け入れ可能企業の紹介や情報提供を実施する。
      - 日本政策金融公庫による講座の提供：武蔵大学において、日本政策金融公庫が地域創生にかかる中小企業の役割や創業・起業に関するテーマについて、学部学生向けの講義を実施する。

### 大分県国東市との交流
- 1991年、同じ「武蔵」の名を持つ縁で、大分県東国東郡武蔵町と武蔵大学との交流が始まり、その後武蔵町が合併され国東市となって以降も農業研修や民俗調査、マラソン大会への参加、本学学園祭（白雉祭）での武蔵町農産物販売、武蔵サミットなどを通じて交流が続いている[42]。

## 企業からの評価

### 出世力
- ダイヤモンド社の2006年年9月23日発行のビジネス誌『週刊ダイヤモンド』94巻36号（通巻4147号）「出世できる大学」と題された特集の出世力ランキング（日本の全上場企業3,800社余の代表取締役を全調査[43][44]）で、武蔵大学は、2006年時点で存在する全国の744大学中、第26位にランキングされた[45]。

## Wiki関係他プロジェクトリンク
- ウィキブックス (Wikibooks)
  - 武蔵大対策
- ウィキメディア・コモンズ (Wikimedia Commons)
  - 武蔵大学

## 公式サイト
- 武蔵大学
- 根津育英会武蔵学園
- 武蔵大学 Musashi University - YouTubeチャンネル
- 武蔵大学 (@musashiuniv) - X（旧Twitter）
- 武蔵大学 / Musashi University (@musashi_university) - Instagram